# HMCS Saguenay (D79)
Lo HMCS Saguenay (pennant number D79) fu un cacciatorpediniere della Royal Canadian Navy, varato nel 1930 e appartenente alla classe A.
Attiva durante la seconda guerra mondiale, la nave operò come unità di scorta ai convogli navali nelle acque dell'oceano Atlantico; il 15 novembre 1942 il Saguenay riportò gravi dani strutturali a causa di una collisione con un mercantile, e fu quindi trasformato in unità d'addestramento statica. La nave fu infine radiata dal servizio il 30 luglio 1945 e venduta per la demolizione nel 1946.

## Storia
Ordinata dal governo canadese il 29 febbraio 1929 ai cantieri navali della John I. Thornycroft & Company di Southampton in coppia con la gemella HMCS Skeena, la nave fu impostata il 29 settembre di quell'anno e varata l'11 luglio 1930 con il nome di Saguenay in onore dell'omonimo fiume canadese, prima nave della Royal Canadian Navy a portare questo nome; il cacciatorpediniere entrò poi in servizio il 22 maggio 1931 in forza alla Eastern Division di base ad Halifax.
Allo scoppio della guerra nel settembre 1939 il Saguenay fu impiegato per la scorta ai convogli in partenza e in arrivo a Terranova, per poi essere trasferito nella regione dei Caraibi in forza alla America and West Indies Station della Royal Navy britannica. Di base a Kingston in Giamaica, il cacciatorpediniere partecipò alla caccia ai mercantili tedeschi sorpresi nella zona dall'inizio delle ostilità, e il 23 ottobre intercettò nel canale dello Yucatán la petroliera tedesca Emmy Friederich: il bastimento si autoaffondò prima che l'unità canadese potesse catturarlo. Il Saguenay rientrò ad Halifax in dicembre per riprendere la precedente attività come unità di scorta ai convogli nelle acque dell'oceano Atlantico.

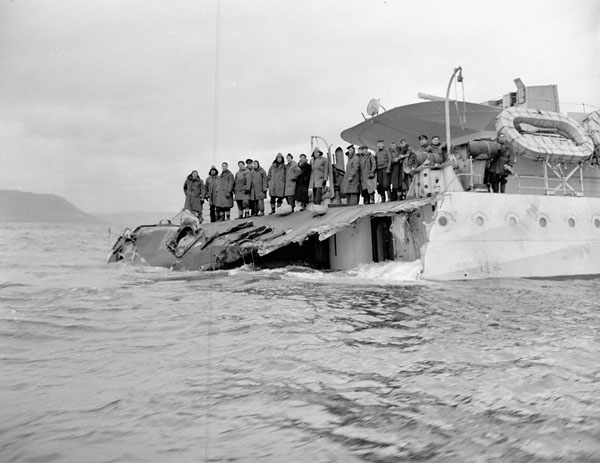
La poppa del Saguenay pesantemente danneggiata dalla collisione con il mercantile Azra il 15 novembre 1942

Nell'ottobre 1940 il Saguenay raggiunse Greenock in Scozia per operare come unità di scorta nella zona degli approcci occidentali alle isole britanniche. Il 1º dicembre, mentre era in navigazione al largo delle coste occidentali dell'Irlanda di scorta al convoglio HX47, il Saguenay fu centrato da un siluro lanciato dal sommergibile italiano Argo: l'ordigno distrusse la prua del cacciatorpediniere e uccise ventuno membri dell'equipaggio, ma la nave fu salvata dall'affondamento e rimorchiata a Barrow-in-Furness dove fu messa in cantiere per le riparazioni.
La nave rientrò in servizio il 23 maggio 1941, riprendendo il servizio di scorta a Greenock per rientrare poi in patria in luglio dove tornò a operare dalle basi di Terranova; il 9 agosto il Saguenay fece da scorta alla nave da battaglia HMS Prince of Wales, diretta alla base di Argentia a Terranova con a bordo il primo ministro britannico Winston Churchill. Tra febbraio e aprile 1942 il Saguenay fu fermo in cantiere per lavori di manutenzione e riparazione dopo i danni subiti, nel gennaio precedente, dopo essere incappato in una tempesta nell'Atlantico mentre scortava il convoglio OS52.
Il 15 novembre 1942 il Saguneay entrò in collisione, al largo di Cape Race a Terranova, con il mercantile panamense Azra che stava scortando: l'urto fece esplodere le bombe di profondità imbarcate sul cacciatorpediniere, che riportò gravi danni strutturali a poppa pur non lamentando vittime tra l'equipaggio. La nave fu rimorchiata a Saint John, ma anche in ragione della sua obsolescenza le riparazioni furono giudicate antieconomiche e il Saguenay fu spostato nella rada di Halifax per operare come unità d'addestramento statica. La nave fu infine radiata dal servizio il 30 luglio 1945 e venduta per la demolizione nel 1946.